# Šreinita
La šreinita és un mineral de la classe dels fosfats. Anomenada així per After Vladimír Šrein, mineralogista txec que va trobar el primer espècimen d'aquest mineral. És l'anàleg fosfat de l'asselbornita.

## Classificació
Segons la classificació de Nickel-Strunz, la šreinita pertany a «08.ED: Uranil fosfats i arsenats sense classificar» juntament amb els següents minerals: asselbornita, moreauïta, metalodèvita i kamitugaïta.

## Característiques
La Šreinita és un fosfat de fórmula química Pb(BiO)₃(UO₂)₄(PO₄)₂(OH)₇·4H₂O. Cristal·litza en el sistema isomètric. La seva duresa a l'escala de Mohs és 2 a 4.

## Formació i jaciments
A la localitat tipus es va trobar en fisures de gangues de quars en una escombrera agrària. Es forma com a mineral supergènic i la seva formació està relacionada amb la meteorització. A la localitat tipus ha estat descrida associada a uranosfaerita, uranofana, metatorbernita, kasolita, goetita i bismutoferrita. Ha estat descrita només a la seva localitat tipus: Horní Halže, Klášterec nad Ohří, Erzgebirge, Regió d'Ústí nad Labem, Bohèmia, República Txeca